# 明神岬 (兵庫県)
明神岬（みょうじんみさき）は兵庫県淡路市明神にある岬。

## 概要
淡路島西海岸のちょうど島の中央付近に位置する岬で北に向かって突き出す。淡路島西海岸を通る淡路サンセットライン（兵庫県道31号）沿いにあり、瀬戸内海に面し壮大な海のパノラマビューを一望できる展望台がある。特に夕暮れ時には、日本の夕陽百選に選ばれているオレンジとピンクの美しい夕陽の光景が海面に反射し広がる。岬先端付近には伊弉諾と伊弉冉を神祭とする西濱大明神がある。西暦888年の建造で、天地大明神と尊称されていたという。明神の地名はこれに由来する。西濱大明神境内には兵庫県の指定文化財にもなった明神岬イブキ群落がある。
岩場には遊歩道が設けられ、自然の造形による巨大な岩穴がある。岩の割れ目が、女性の子宮（または膣）、または淡路島自体の形状に似ており、このため、この岩穴をくぐることで「生まれ変わることができる」「岩穴で聞く波の音が胎内で聞いた音の様である」と言われ、近年パワースポットとして注目を浴びた。

### 荒波大神
西濱大明神向かって右の東側の小道をたどり、山田港の西防波堤付け根を越えたところに岩場をくり抜き祀られる。

### イブキ群生
西濱大明神の境内には兵庫県指定文化財にもなっている明神岬イブキ群落がある。明神崎のイブキは、海運業が栄えていたころに、船乗りが九州方面から持ち帰り植樹したと伝わる。この群落には他に、高木のウバメガシやクロマツ、低木のトベラ、モチノキやマサキ等、草本のハマナデシコ、ツワブキやコオニユリなどが自生する。

### 明神港
東に隣接する明神港は、古くから開け、海運業で栄えた良港である。山田港とも呼ばれる。

## 交通アクセス

### 自家用車
神戸淡路鳴門自動車道「北淡インターチェンジ」より約20分。